# Sun Huan
Sun Huan (chinesisch 孫桓 / 孙孫桓, Pinyin Sūn Huán) war ein General der Wu-Dynastie zur Zeit der Drei Reiche im alten China. Er war der Sohn des Offiziers Sun He (geboren als Yu He), der von dem General Sun Jian adoptiert worden war.
In der Schlacht von Jieqiao war er dem General Lu Xun untergestellt und konnte die Stellung bei Yiling halten, obwohl er von den Shu-Truppen umzingelt war. So gelang es Lu Xun, die Shu-Offensive zurückzuschlagen. Nach dieser Schlacht endete die militärische Konfrontation von Shu und Wu, und die beiden Reiche bekämpften fortan vereint ihren gemeinsamen Feind im Norden: die Wei-Dynastie. Nach dieser Schlacht gibt es keinen weiteren Bericht über Sun Huan.